# Ildebrandino Guidi di Romena

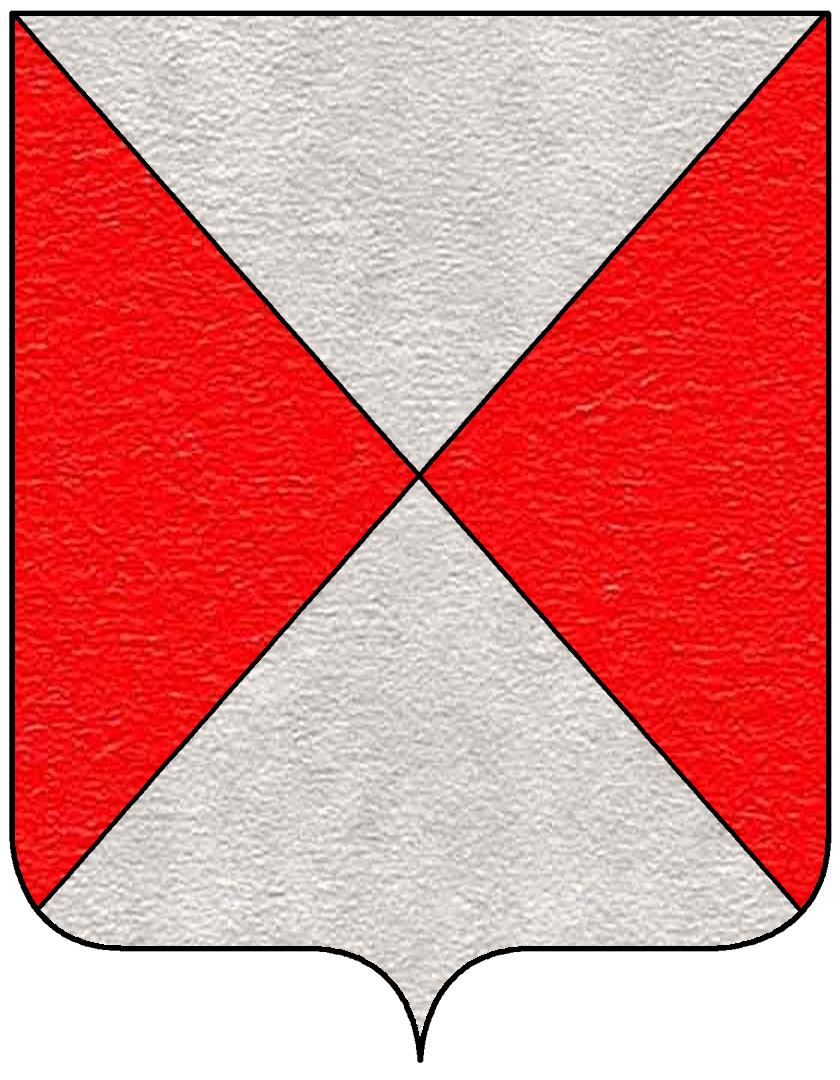
Stemma dei Guidi di Romena

Ildebrandino Guidi di Romena detto Bandino (... – 1313) è stato un vescovo cattolico italiano, appartenente alla famiglia dei Conti Guidi del ramo del Castello di Romena.

## Biografia
Egli era figlio di Guido I di Romena e fratello di Guido, Aghinolfo, Alessandro, tutti citati da Dante Alighieri (Inferno XXX, v. 77), e altre due sorelle.
Fu capitano del popolo di Pisa nel bimestre novembre/dicembre del 1288, prima di dedicarsi alla vita religiosa.
Tra la fine del 1290 e l'inizio del 1291 ottenne il titolo di conte di Romagna. Come tale, pose la sua sede a Forlì.
Fu pievano di Bibbiena e canonico del Duomo di Arezzo, prima di diventare vescovo di quella diocesi nel 1289.

## Genealogia episcopale
La genealogia episcopale è:
- Papa Niccolò IV
- Vescovo Ildebrandino Guidi di Romena